# Discepolo

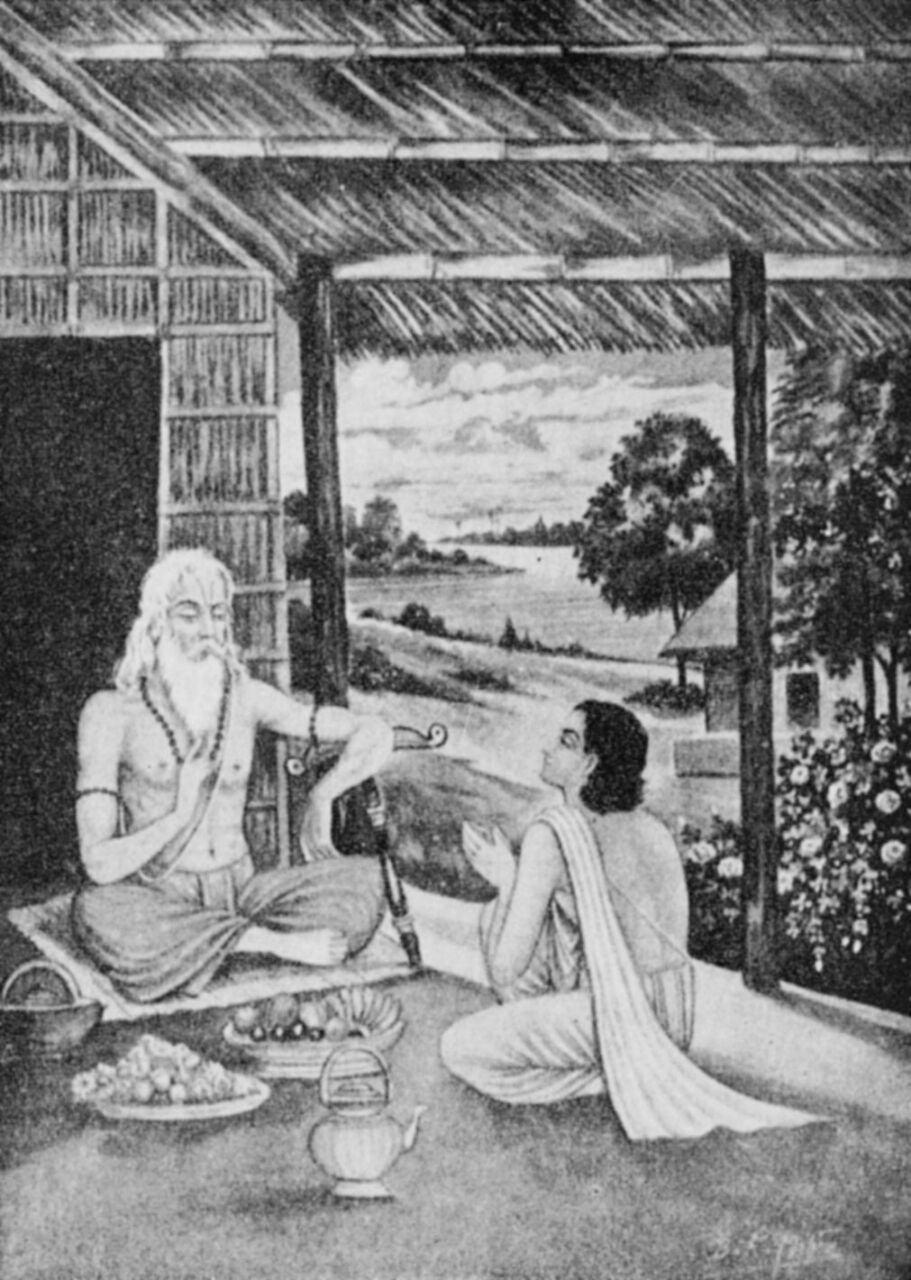
Discepolo che riceve un'iniziazione dal suo maestro.

La parola discepolo deriva  dal latino discipulus, allievo, che a sua volta deriva da discere, apprendere; si riferisce a chi studia o si rifà agli insegnamenti di un maestro.

## Discepolato
Il meccanismo di discepolato nasce per la trasformazione della società o di alcuni suoi aspetti.
Parlare di discepolato è forse fuorviante perché incentra l'attenzione solo su uno dei poli della forma di relazione "leader-seguaci", mentre sarebbe meglio evidenziare il loro legame in quanto mette in primo piano il dinamismo di questo rapporto rispetto alla società. 

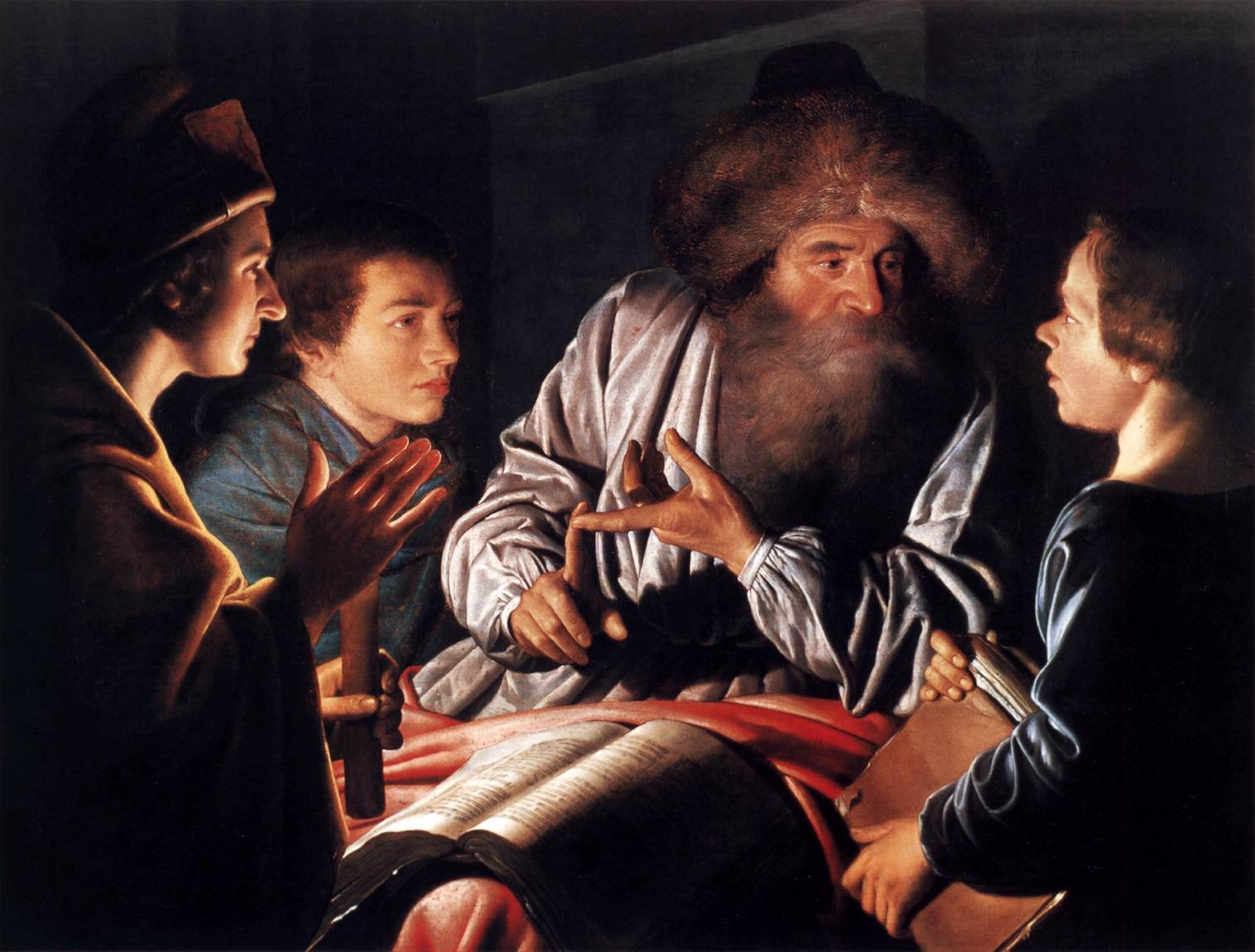
Filosofo con i suoi allievi, dipinto di Willem van der Vliet (1626)

Il discepolato fa parte della più vasta categoria delle associazioni volontarie, più o meno elettive. Si tratta quindi di un vincolo non percepito come "dovuto" dal resto della popolazione, sono associazioni non istituzionali.
Questo genere di associazioni rispondono a bisogni non percepiti (o scarsamente percepiti) dal resto della popolazione; solo un piccolo settore della società cerca delle risposte ritenute da esso basiliari e che il leader si propone di risolvere mediante delle strategie.  Può trattarsi di bisogni spirituali, culturali o di altro tipo, la differenza fra i diversi tipi di discepolato sta proprio nel loro rapporto fra conoscenza e prassi. 
Una forma discepolare sviluppa per forza delle relazioni col resto della società, che a volte possono essere più o meno opposizionali (può trattarsi di adattamento, riforma o rivoluzione).
Il discepolato si compone di due dimensioni;
- Verticale - la leadership della guida
- Orizzontale - i discepoli sono immersi in rapporti e scambi vicendevoli paritari

Importante è notare che il leader non sussiste senza i discepoli; si tratta quindi di un sistema organico in cui guida e seguaci sono in stretta e ineludibile corrispondenza.

## Nel proselitismo religioso
Ad esempio Paolo o Saulo di Tarso è stato discepolo di uno studioso del suo tempo, di nome Gamaliele; solo in un secondo tempo si è convertito al Cristianesimo.
Nella religione cristiana e in quella islamica per discepolo s'intende ciascuno degli apostoli e dei seguaci di Cristo, i cristiani, che predicarono i suoi insegnamenti.
Gesù scelse settanta o settantadue discepoli per predicare i suoi insegnamenti secondo quanto si legge in Luca 10,1-20. In Genesi 10, settanta (nel testo ebraico; 72 nella Septuaginta greca) era il numero dei popoli della Terra, così come i dodici apostoli rinviavano al numero delle tribù d'Israele. Il numero 70 (72) esprime quindi simbolicamente l'idea che il Vangelo di Gesù è destinato a tutti i popoli. In questo modo, la scelta di Gesù alludeva anche dal punto di vista dei numeri alla Grande Missione di predicare e fare discepoli tutti i popoli della Terra.
Nelle altre religioni non si parla espressamente di discepolo o di apprendista ma semplicemente di seguace del santo (es. Cristo).